# Ясін (Куявсько-Поморське воєводство)
Ясін (пол. Jasin, нім. Jansen) — село в Польщі, у гміні Рипін Рипінського повіту Куявсько-Поморського воєводства.
Населення — 66 осіб (2011).
У 1975-1998 роках село належало до Влоцлавського воєводства.

## Демографія
Демографічна структура станом на 31 березня 2011 року:
|          | Загалом | Допрацездатний вік | Працездатний вік | Постпрацездатний вік |
| -------- | ------- | ------------------ | ---------------- | -------------------- |
| Чоловіки | 33      | 6                  | 23               | 4                    |
| Жінки    | 33      | 6                  | 20               | 7                    |
| Разом    | 66      | 12                 | 43               | 11                   |